# Лайм-Реджис

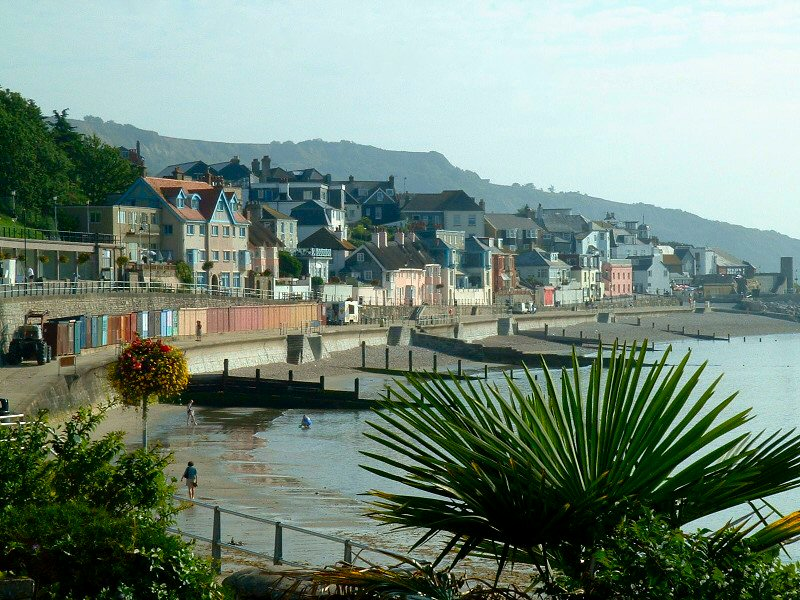
Набережна Лайм-Реджісу

Лайм-Ре́джіс (англ. Lyme Regis) — містечко на заході графства Дорсет.
Містечко розташоване на відстані 40 км від Ексетеру й відоме своєю набережною. 
У Лайм-Реджісі зберігся водяний млин XIV століття.
Серед природних пам'яток особливий інтерес являють скелі біля містечка.
Населення Лайм-Реджісу — 4406 осіб (2001), причому 45 % населення складають пенсіонери.